# Услы (приток Уязы)
Услы — река в России, протекает по Бижбулякскому и Пономарёвскому районам Башкортостана и Оренбургской области соответственно. Устье реки находится в 8,7 км от устья реки Уязы по левому берегу. Длина реки составляет 43 км.

## Притоки
(указано расстояние от устья)
- 17 км: Трибушинка
- 25 км: Деготля

## Данные водного реестра
По данным государственного водного реестра России относится к Камскому бассейновому округу, водохозяйственный участок реки — Дёма от истока до водомерного поста у деревни Бочкарёва, речной подбассейн реки — Белая. Речной бассейн реки — Кама.
Код объекта в государственном водном реестре — 10010201312111100024564.